# Le Voleur mondain
Pour plus de détails, voir Fiche technique et Distribution.
Le Voleur mondain  est un film français réalisé par Max Linder, sorti en 1909.

## Synopsis
Arsène Lupin se rend à l'ambassade de Pennsylvanie pour y dérober les bijoux de Lady W..

## Fiche technique
- Titre : Le Voleur mondain
- Réalisation : Max Linder
- Scénario : Georges Fagot, D'après la série romanesque Arsène Lupin de Maurice Leblanc
- Pays d'origine :  France
- Langue : film muet avec les intertitres en français
- Métrage : 175 mètres
- Format : Muet - Noir et blanc - 1,33:1 - 35 mm
- Genre : Comédie
- Durée : 8 minutes
- Date de sortie : 
  -  Autriche : 12 novembre 1909, Der Gentleman als Dieb
  -  Danemark : 26 novembre 1909, Gentlemantyven
  -  France : décembre 1909
  -  États-Unis : 25 mai 1910
  -  Italie : 21 juillet 2021, cinéma Ritrovato
- Licence : Domaine public

## Distribution
- Max Linder : Arsène Lupin
- Polaire : Lady W
- Jeanne Bloch
- Georges Ravaine : Le conducteur de ballon